# Departament de Zacapa
El departament de Zacapa és a la regió Nord-Oriental de la República de Guatemala. Limita al Nord amb els departaments d'Alta Verapaz i Izabal; al Sud amb el departament de Chiquimula i el departament de Jalapa; a l'Est amb el departament d'Izabal i la República d'Hondures; i a l'Oest amb el departament d'El Progreso. La capital departamental és Zacapa. Per la seva configuració geogràfica que és bastant variada, les seves altures oscil·len entre els 130 msnm a Gualán i els 880 en el municipi de la Unión, el seu clima és càlid. Zacapa està habitat en la seva majoria per descendents europeus en la seva majoria d'origen espanyol.

## Història
Segons Fuentes y Guzmán el nom d'aquest departament s'origina del nàhuatl Zacatl (= Zacate o herba), i apán (en el riu), paraula que al seu torn es compon d'atl (= aigua, riu), i apán (= locatiu que significa en). Zacapa significa sobre el riu de l'herba.
Zacapa era un dels territoris que pertanyia al Corregiment de Chiquimula, del qual es va desprendre per formar l'actual departament creat per decret número 31 de l'Executiu, el 10 de novembre de 1871. El capità Francisco Antonio de Fuentes y Guzmán, va anotar en la seva Recordación Florida que els poblats del que en l'actualitat és la part oest del país van quedar pacificats per abril de 1530, encara una dècada més tard es consideraven alçats en la seva major part. A més, en l'obra publicada, les cites del cronista entorn de les Actes de Cabildo, no guarden relació entre si, la qual cosa ha dificultat la recerca en tractar de comprovar fets esdevinguts durant els decennis següents a l'arribada dels espanyols al país en 1524.
Conforme a documents que existeixen en l'Arxiu General de Centreamèrica de 1535 es fa esment del poblat de Zacatlán o Cacitlán, que és l'actual capçalera de Zacapa, esmentada també amb aquest nom. És possible que l'evangelització que va seguir als encomenderos, s'hagi iniciat per la quarta dècada del segle xvi. És així mateix que el Corregiment de Chiquimula s'hagi format a mitjans del segle xvi, no havent-hi oposat a la data documentació sobre aquest tema, ja que els respectius nomenaments per a Corregidors s'expediren des de 1545. No s'ha localitzat a la data que el territori que actualment ocupa el departament, hagi estat incorporat al Corregiment de Cazabastlán ni al de Chiquimula de la Sierra. Al com corresponia per l'època en què Juarros va publicar la seva obra a principis del segle xix.

## Divisió administrativa

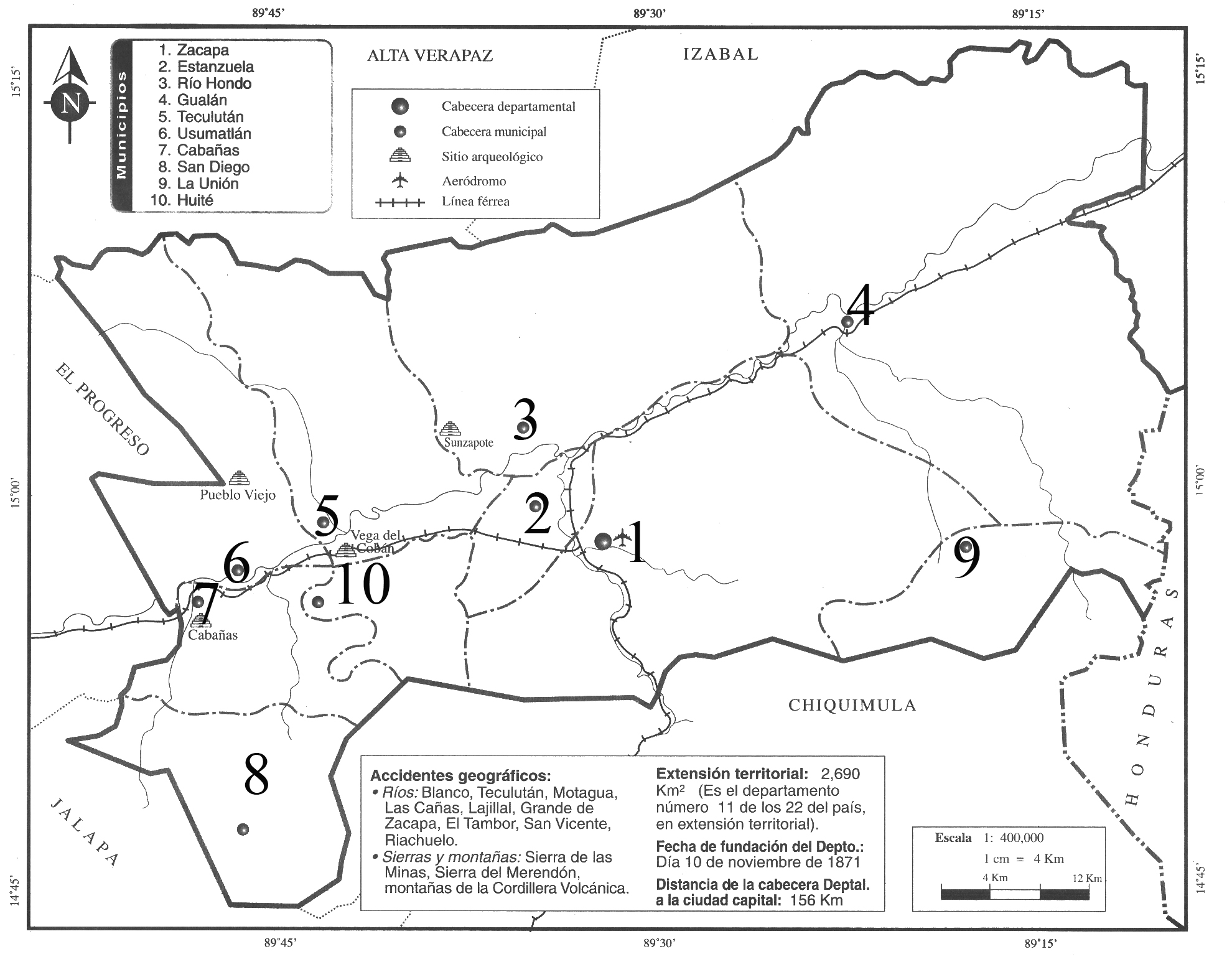
Mapa de Zacapa

Compta 10 municipis que són:
1. Cabañas
2. Estanzuela
3. Gualán
4. Huité
5. La Unión
6. Río Hondo
7. San Diego
8. Teculután
9. Usumatlán
10. Zacapa

## Idioma
Com a efecte de la presència dels espanyols a la regió oriental de Guatemala, durant els segles xvii al XVIII, és l'espanyol l'idioma general, no obstant això, existeix un percentatge de la població, especialment el municipi de la Unión que té presència del grup maia chort'i, amb el seu propi idioma.